# خاردارشاخ
خاردارشاخ (نام علمی: Acanthoceras) نام یک سرده از رده سرپایان است.